# Andréi Ravkov
Andréi Alyakséyevich Ravkov (en bielorruso: Андрэй Аляксеевіч Раўкоў, Revyaki, Unión Soviética; 25 de junio de 1967) es un oficial militar (teniente general) de las Fuerzas Armadas de Bielorrusia, quien desde el 19 de noviembre de 2020 se desempeña como embajador de Bielorrusia en Azerbaiyán, con anterioridad había ocupado los puestos de secretario de estado del Consejo de Seguridad de Bielorrusia y ministro de Defensa de la República de Bielorrusia.

## Biografía

### Infancia y juventud
Andréi Ravkov nació el 25 de junio de 1967 en la pequeña localidad de Revyaki en el óblast de Vítebsk en la RSS de Bielorrusia. En 1984, se graduó de la Escuela Militar Suvórov de Minsk. En 1988, se graduó con honores de la Escuela Superior de Mando Militar de Moscú. Después ejerció una serie de mandos militares desde comandante de pelotón hasta comandante de batallón. En 1999, se graduó con medalla de oro en el Departamento de Comando y Estado Mayor de la Academia Militar de Bielorrusia. En 2005, se graduó con honores de la Academia Militar del Estado Mayor General de las Fuerzas Armadas de la Federación Rusa y posteriormente, asumió el puesto de comandante de la 103.ª Brigada Móvil Independiente de Guardias.
De 2006 a 2012 se desempeñó como Jefe del Departamento de Operaciones y, al mismo tiempo, como Subjefe de Estado Mayor del Comando Operacional Occidental. El 16 de noviembre de 2012, se convirtió en Comandante del Comando Operativo del Noroeste. Ese mismo año, fue elegido miembro del consejo regional de diputados de Minsk por la circunscripción de Barysau, según los datos oficiales el 82% de los votantes que participaron votaron por él.

### Ministro de Defensa de Bielorrusia

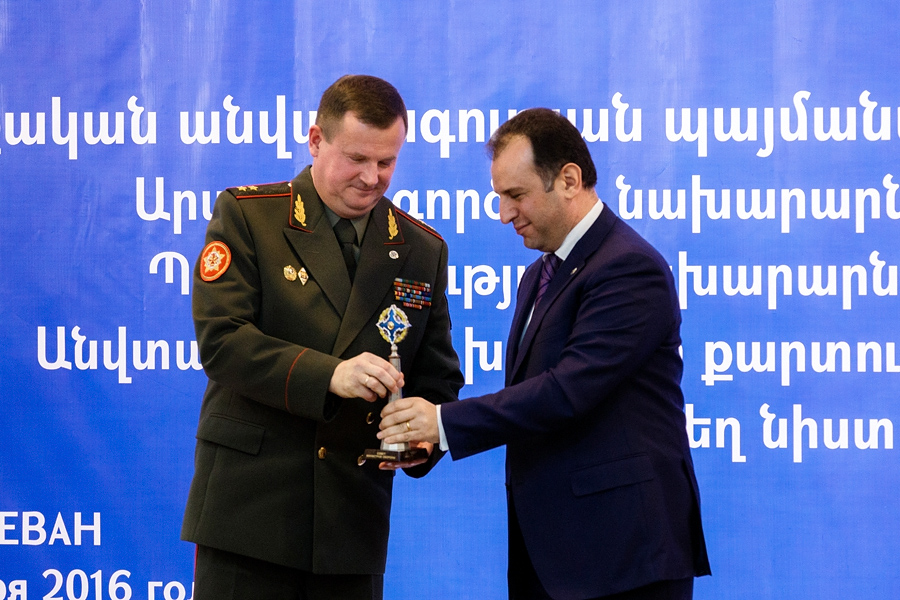
Ravkov con el ministro de Defensa de Armenia Vigen Sargsyan.

El 24 de noviembre de 2014, por orden del presidente Aleksandr Lukashenko, fue designado para el cargo de ministro de Defensa.
En 2017, después de la muerte del soldado recluta Alexander Korzhich debido a reiteradas novatadas, reafirmó su apoyo al sistema de reclutamiento y admitió que necesitaba cambios debido a la falta de reclutas. A finales de septiembre de 2017, presidió los ejercicios militares «Zapad 2017» junto con tropas de Rusia. En noviembre de 2018, anunció que el plan de defensa nacional para 2019 se ajustará para estar en línea con la doctrina militar más reciente.
En junio de 2019 anunció la presentación de un proyecto de ley en la Cámara de Representantes, siendo la principal de sus disposiciones un mecanismo que instituye el servicio militar obligatorio. En la justificación del proyecto de ley, escrito por Ravkov, se justifica por el hecho de que los presidentes de las autoridades ejecutivas locales y sus diputados encabezan sus propias zonas de defensa territorial. El 28 de junio de 2019, la Cámara de Representantes aprobó este proyecto de ley en segunda lectura. Después de que la ley entre en vigor, los graduados elegibles de instituciones de educación superior como la Universidad Estatal de Bielorrusia deben participar en el servicio militar de inmediato y no podrán continuar sus estudios de posgrado.

### Carrera posterior

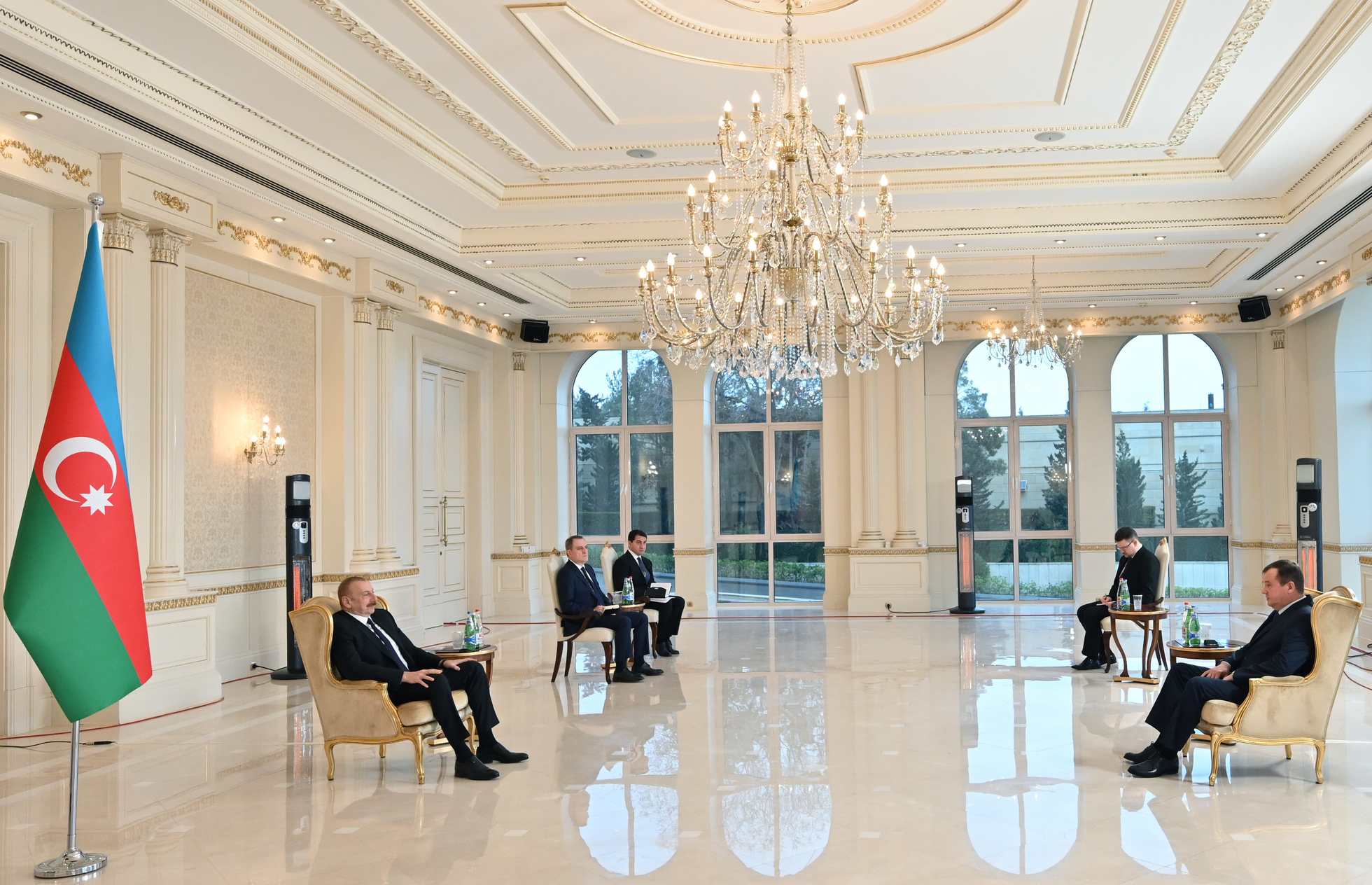
Ravkov entregando sus credenciales como nuevo embajador de Bielorrusia al presidente de Azerbaiyán, Ilham Aliyev.

En enero de 2020, fue sustituido al frente del ministerio por Víktor Jrenin y nombrado Secretario de Estado del Consejo de Seguridad de Bielorrusia, sustituyendo en este puesto a Stanislav Zas, permaneció en este nuevo cargo apenas unos meses, puesto que el 3 de septiembre de 2020, fue sustituido por el anterior director de la Agencia de Seguridad del Estado (KGB), Valeri Vakulchik. Quien fue cesado porque detuvo en julio a treinta y tres rusos vinculados con la empresa militar privada Grupo Wagner.
El 19 de noviembre de 2020, el presidente de Bielorrusia, Lukashenko, lo nombró Embajador Extraordinario y Plenipotenciario de Bielorrusia en Azerbaiyán. El 16 de febrero de 2021 presentó sus cartas credenciales al presidente Ilham Aliyev.

## Sanciones internacionales
En agosto de 2020, Ravkov fue sancionado por Estonia, Letonia y Lituania por su papel en la represión de las protestas en Bielorrusia de 2020. El 6 de noviembre de 2020 fue sancionado por la Unión Europea, el Reino Unido y Canadá. El 24 de noviembre, Islandia, Liechtenstein, Noruega, Macedonia del Norte, Montenegro y Albania se sumaron a las sanciones de la Unión Europea de noviembre contra quince ciudadanos bielorrusos, mientras que Suiza hizo lo propio el 11 de diciembre.

## Condecoraciones
- Orden del Servicio a la Patria de 3.er grado
- Medalla por Servicio Impecable de 1.er grado
- Medalla por Servicio Impecable de 2.do grado
- Medalla por Servicio Impecable de 3.er grado
- Medalla Conmemorativa del 60.º Aniversario de la Liberación de la República de Bielorrusia de los Invasores Fascistas Alemanes
- Medalla Conmemorativa del 60.º Aniversario de la Victoria en la Gran Guerra Patria de 1941-1945
- Medalla Conmemorativa del 65.º Aniversario de la Liberación de la República de Bielorrusia de los Invasores Fascistas Alemanes
- Medalla Conmemorativa del 65.º Aniversario de la Victoria en la Gran Guerra Patria de 1941-1945
- Medalla Conmemorativa del 20.º Aniversario de la Retirada de las Tropas soviéticas de Afganistán
- Medalla Conmemorativa del 80.º Aniversario de las Fuerzas Armadas de la República de Bielorrusia
- Medalla Conmemorativa del 90.º Aniversario de las Fuerzas Armadas de la República de Bielorrusia
- Medalla Conmemorativa del 100.º Aniversario de las Fuerzas Armadas de la República de Bielorrusia